# Zanclopteryx
Zanclopteryx is een geslacht van vlinders van de familie spanners (Geometridae), uit de onderfamilie Oenochrominae.

## Soorten
- Z. aculeataria Herrich-Schäffer, 1855
- Z. conspersa Warren, 1908
- Z. floccosa Warren, 1897
- Z. mexicana Prout, 1910
- Z. punctiferata Prout, 1910
- Z. subsimilis Warren, 1897
- Z. uniferata Walker, 1863
- Z. venata Warren, 1897